# Kulnik

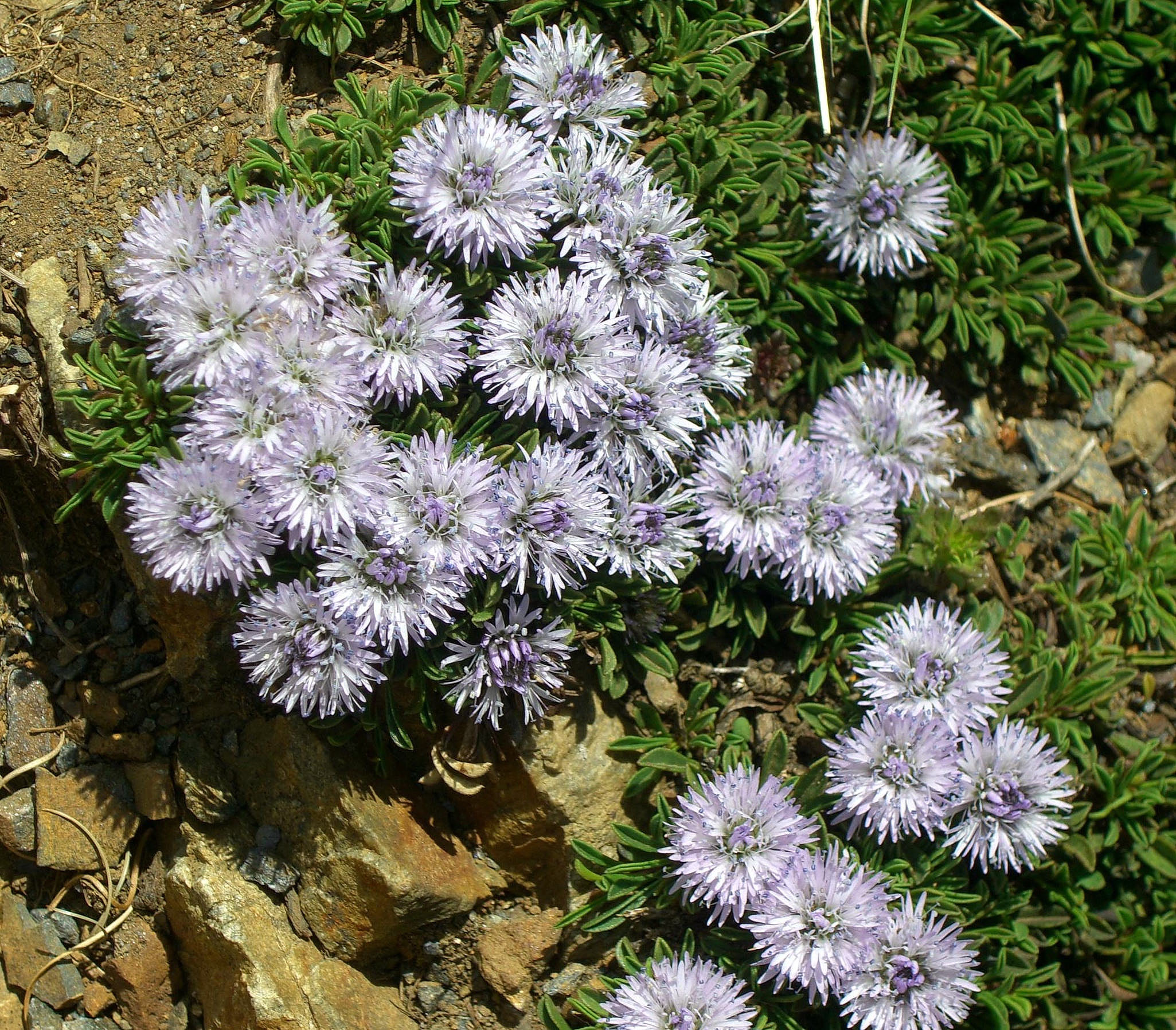
Kulnik sercolistny

Kulnik (Globularia L.) – rodzaj roślin należący w systemie APG IV do rodziny babkowatych (Plantaginaceae). Obejmuje około 30 gatunków i mieszańców. Gatunkiem typowym jest Globularia vulgaris L.

## Morfologia
Wiecznie zielone wzniesione lub płożące się  byliny i półkrzewy. Kwiaty w różnych odcieniach koloru niebieskiego, drobne rurkowate, zebrane w gęste kwiatostany.

## Systematyka
Pozycja systematyczna według APweb (aktualizowany system APG IV z 2016)
Należy do plemienia Digitalideae, rodziny babkowatych (Plantaginaceae), która jest jednym z kladów w obrębie rzędu jasnotowców (Lamiales) Bromhead z grupy astrowych spośród roślin okrytonasiennych.
Wykaz gatunków
| - Globularia alypum L. - Globularia amygdalifolia Webb - Globularia anatolica A.Duran, Ö.Çetin & M.Öztürk - Globularia arabica Jaub. & Spach - Globularia ascanii Bramwell & Kunkel - Globularia cambessedesii Willk. - Globularia cordifolia L. – kulnik sercolistny - Globularia davisiana O.Schwarz - Globularia dumulosa O.Schwarz - Globularia hedgei H.Duman - Globularia incanescens Viv. - Globularia liouvillei Jahand. & Maire - Globularia meridionalis (Podp.) O.Schwarz - Globularia nainii Batt. | - Globularia neapolitana O.Schwarz - Globularia nudicaulis L. – kulnik nagołodygowy - Globularia orientalis L. - Globularia punctata Lapeyr. – kulnik kropkowany - Globularia repens Lam. - Globularia salicina Lam. - Globularia sarcophylla Svent. - Globularia sintenisii Hausskn. & Wettst. - Globularia spinosa L. - Globularia stygia Orph. - Globularia trichosantha Fisch. & C.A.Mey. – kulnik włosokwiatowy - Globularia valentina Willk. - Globularia vulgaris L. – kulnik pospolity |

Mieszańce międzygatunkowe
- Globularia × fuxceesis Giraudias
- Globularia × indubia (Svent.) G.Kunkel
- Globularia × losae L.Villar, Sesé & Ferrández
- Globularia × montiberica G.López

## Zastosowanie
Wiele gatunków i mieszańców jest uprawianych jako rośliny ozdobne w ogrodach. Wszystkie są w polskich warunkach mało odporne na mróz.